# Volo Britannia Airways 105
Il volo Britannia Airways 105 (BY 105) era un volo turistico internazionale dall'aeroporto di Londra Luton per un volo verso l'aeroporto di Lubiana-Brnik (oggi aeroporto di Lubiana-Jože Pucnik). I passeggeri erano principalmente britannici, la maggior parte dei quali andava in vacanza in Jugoslavia. Il volo era operato da un Bristol 175 Britannia 102, codice di registrazione G-ANBB. L'aereo decollò da Luton alle 21:10 ore GMT del 31 agosto 1966, con 110 passeggeri e 7 membri dell'equipaggio a bordo. Dopo un volo tranquillo si perse il contatto radar alle 00:47 ora locale il 1º settembre (23:47 ore GMT del 31 agosto) durante l'avvicinamento finale alla pista (RWY) 31. L'aereo colpì gli alberi nei boschi del villaggio di Nasovče, 2,8 km a sud-est della soglia della pista 31 e 0,7 km a nord della linea centrale estesa della pista (vedere la Fig. 2). 98 dei 117 passeggeri e membri dell'equipaggio morirono nell'incidente.
La causa più accreditata dell'incidente nel rapporto ufficiale era un'errata impostazione dell'altimetro.
Questo è il peggior incidente aereo mai avvenuto in Slovenia.

## L'aereo e l'equipaggio
Il Bristol 175 Britannia 102 era parte di una serie di velivoli prodotti per la BOAC. Aveva una propulsione di 4 motori turboelica ed era in grado di trasportare 139 passeggeri ed equipaggio. Il velivolo coinvolto nell'incidente era stato prodotto nel 1954, numero di serie 12903, codice di identificazione G-ANBB, ed aveva un totale di 18444 ore cellula di volo con 5380 cicli di decollo/atterraggio. Il velivolo non era dotato di un registratore di volo poiché all'epoca non era obbligatorio.
Non c'è alcun dettaglio pubblicamente disponibile sull'equipaggio.

## L'incidente
Dopo aver sorvolato Klagenfurt, l'equipaggio contattò il controllo del traffico aereo di Lubiana (ATC). L'ATC fornì all'equipaggio le informazioni meteorologiche e altre necessarie: "Il vento è calmo, visibilità 5 chilometri, si sta formando nebbia non molto fitta sulla pista, nuvole 2/8 stratocumuli 1800 metri, QNH 1011, QFE 968 millibar (mb). Temperatura 10 e punto di rugiada di 10 gradi. Pista 31. Dopo che avrete Dolsko sulla sinistra, scendete fino a 4500 da QNH, riferite in entrata."
L'equipaggio confermò di aver ricevuto l'informazione. Quando il pilota chiese all'ATC se il sistema di atterraggio strumentale (ILS) fosse operativo, il controllore incaricato rispose di avere un contatto radar con l'aereo quando era posizionato a 20 NM a sud-est dall'aeroporto e consigliò all'equipaggio di effettuare un avvicinamento ILS alla pista 31 e di rapporto dopo essere scesi a 4500 piedi.
I piloti confermarono che avrebbe riferito una volta a 4500 piedi e che avrebbe contattato il VOR Dolsko in arrivo per il marker esterno e chiese nuovamente se l'ILS era in servizio. Il controllore rispose affermativamente, aggiungendo che l'ILS funzionava normalmente.
L'ATC ha quindi fornito la posizione "di traverso a Dol", e dopo la conferma dall'equipaggio chiese se avevano un contatto visivo con la pista. L'equipaggio confermò di vederla. I piloti riferirono quindi di aver superato il VOR Dolsko, proseguendo e scendendo verso la pista 31. L'ATC prese atto di questa informazione, chiedendo di "controllare la pista 31", e comunicò all'aereo la sua posizione poiché a 7 NM dall'atterraggio sulla linea centrale dovevano passare a 3300 piedi, e ripetuto "controllo finale pista 31". L'equipaggio confermò questo messaggio e 1:30 minuti dopo riferì di aver superato l'indicatore esterno in entrata. L'ATC fornì l'autorizzazione all'atterraggio e informò che le luci di avvicinamento e della pista erano impostate alla massima intensità. Quindi lasciò la postazione radar e si diresse alla consolle di controllo luci, lanciando contemporaneamente un'occhiata verso l'avvicinamento e la pista. Non poteva vedere l'aereo, ma le luci di avvicinamento e di pista erano chiaramente visibili. In quel momento i piloti chiesero l'assistenza radar. Il controllore tornò al suo posto e iniziò a riferire le informazioni radar. Dopo aver assegnato all'equipaggio due posizioni dell'aereo di 3,5 e 2 miglia nautiche dall'atterraggio, osservò sul radar che l'aereo stava deviando a destra dal sentiero di discesa di avvicinamento e ordinò all'equipaggio di correggere la rotta di 3° a sinistra. Osservando che l'aereo non stava effettuando alcuna correzione, il controllore informò l'equipaggio che la loro posizione era a 1,5 miglia nautiche dal touchdown e chiese al pilota se stava effettuando una breve virata a destra verso il radiofaro Menges. (Nota: questo non ha senso ed è necessario un controllo. Il Non-Directional Beacon Mengeš (MG NDB) era a 4,2 NM dalla soglia della pista 31, quindi era già stato superato). I piloti non risposero e non si stabilì alcun contatto con loro nonostante l'ATC abbia continuato a chiamarli. Il contatto radar andò perduto alle 00:47 ora locale. I servizi di soccorso aeroportuali trovarono il relitto dell'aereo in fiamme, intorno all'01:00 ora locale, nei boschi a 2,8 km a sud-est della soglia della pista 31 e a 0,7 km a destra (nord-est) della linea centrale estesa della pista (vedi fig. 2).

## Conclusioni
Il rapporto ufficiale affermava che la probabile causa dell'incidente è stato il pilota in comando che non impostò il suo altimetro al QFE 968 mb in conformità con le informazioni trasmesse dall'ATC. La differenza tra le pressioni QNH (1011 mb) e QFE (968 mb) trasmesse all'aeromobile dall'ATC è correlata alla differenza di altitudine di circa 1100 piedi. L'altimetro del copilota è stato trovato impostato a 1005,5 mb, che non corrisponde ad alcuno dei due valori di pressione indicati dall'ATC. (L'intero avvicinamento all'aeroporto è stato effettuato come se l'altimetro fosse stato impostato sul QNH, e ha comportato un avvicinamento di circa 1100 piedi inferiore alle altitudini di sicurezza procedurali, rendendo l'avvicinamento troppo basso. - questa frase deve essere verificata)
Poiché l'errore dell'altimetro è passato inosservato da entrambi i piloti e che non stavano effettuando i controlli incrociati dei due altimetri, in accordo con il relativo manuale di istruzioni allegato n. 15, l'errore non è stato corretto. Sebbene fosse una notte con la luna alta, a causa del terreno forestale su cui stavano volando, l'equipaggio non riuscì a distinguere alcun punto di riferimento visivo che avrebbe potuto avvertirli che stavano volando a bassa quota.
È possibile che anche un'illusione ottica abbia contribuito allo schianto. L'aereo si stava avvicinando alla pista da sud-est, direzione 310. La pista era posizionata su un dolce pendio che sale verso nord-ovest. Se l'equipaggio si fosse basato sulle regole del volo a vista, il che sembra altamente probabile, avrebbe potuto valutare male l'angolazione del loro avvicinamento. In combinazione con le false letture dell'altitudine e la foresta buia sottostante, l'illusione avrebbe dato l'impressione di essere più in alto di quanto non fossero. Se i piloti si fossero mai accorti del loro errore, sarebbe stato troppo tardi per salvare l'aereo. Il loro mancato rispetto delle procedure della lista di controllo e del manuale operativo per l'avvicinamento e l'atterraggio può essere spiegato dal fatto che l'avvicinamento finale è stato effettuato in una notte di luna, con un tempo calmo e visibilità di circa 12 NM, che ridusse l'attenzione dell'equipaggio sul seguire le procedure prescritte, facendoli invece concentrare su un avvicinamento a vista.